# Medelpads runinskrifter 4
Runinskrift M 4 är en runsten som endast är delvis bevarad. Den upptäcktes i Attmarby 1810 och står nu utanför Attmar kyrka i Attmars socken i Medelpad. 

## Inskriften
Runor:
...ᚢᚴᛁ ᚱᛅᛁᛋᛏᛁ ᛋᛏ... ... ᚠᚢᚱ ᛅᚢᛋᛏᚱᛅ ᛘᛁᛦ ᛁᛁ...ᚱᛁ ᛁᛅᛁᛋᛁᚾᛋᛁᛚᛏᛅᛁᚴᛅᚾ-... ...ᚾᛅᚦᚢ ᛋᛏᛅᛁᚾ ᚦᛁᚾᛅ
Translitterering av runraden:
§P ...uki raisti st... ... f(u)r austr · miʀ i(i)...ri (i)aisinsiltaikan-... ...i · stain þin 
§Q ...uki raisti st... ... f(u)r austra miʀ i(i)...ri (i)aisinsiltaikan-... ...[na]þ(u) stain þin[a]
Normalisering till runsvenska:
§P [T]oki/[Full]ugi/[Ill]ugi ræisti st[æin] ... for austr meðr Ing[va]ri(?) ... ... stæin þenna. 
§Q [T]oki/[Full]ugi/[Ill]ugi ræisti st[æin] ... for austr meðr Ing[va]ri(?) ... [mar]kaðu(?) stæin þenna.
Översättning till nusvenska:
§P Tóki/Fullugi/Illugi reste stenen ... for österut med Ingvarr(?) ... ... denna sten.
 §Q Tóki/Fullugi/Illugi reste stenen ... for österut med Ingvar(?) ... ristade(?) denna sten.
Stenen ristades av minst två ristare, för att verben markaðu står i plural form.